# Anomala pinguis
Anomala pinguis är en skalbaggsart som beskrevs av Louis Albert Péringuey 1896. Anomala pinguis ingår i släktet Anomala och familjen Rutelidae. Inga underarter finns listade i Catalogue of Life.